# 转向不足
转向不足与转向过度是衡量车辆操控平衡的重要标准。转向不足表现为车辆需要更多的转向轮角度来保持所需行进线路。原因是前轮轮胎与地面接触面的偏滑角建立速度大于后轮轮胎与地面接触面的偏滑角建立速度造成的。
通常，车辆进入衡定状态需要一定的速度，转向不足可以使车辆在较低的速度就能够进入衡定状态。一旦车辆进入衡定状态，车体扭转角度将无法随着转向轮角度增加而继续增加。表现为方向盘变轻，即使增加转向角度，车体仍旧按照原先的线路行进而车体扭转角度不会变化.
可引起车辆转向不足的因素有以下几点:
1. 车体质量分配不平衡：平衡的车体质量分配应该为前后50:50，如果车体前部质量大于后部(质量分配>50:50、如60:40)，车辆将表现为转向不足。反之如果车体前部质量小于后部(质量分配<50:50、如40:60)，车辆将表现为转向过度
2. 过高的前悬挂硬度(roll stiffness，包括弹簧硬度、减震器硬度、防倾杆硬度)
3. 过低的后悬挂硬度(roll stiffness，包括弹簧硬度、减震器硬度、防倾杆硬度)
4. 前侧倾点(roll centre)相对于后侧倾点过高
5. 后侧倾点(roll centre)相对于前侧倾点过低
6. 过宽的后轮间距(track，左侧后轮中心线到右侧后轮中心线的距离）
7. 过宽的后轮轮胎宽度(轮胎与地面接触面的宽度)